# 이누×보쿠SS
《이누×보쿠SS》(일본어: 妖狐×僕SS, いぬ×ぼくSS)는 후지와라 코코아(일본어: 藤原 ここあ 후지와라 고코아[*])의 만화 작품이다. TV 애니메이션은 2012년 1월 발표되어, 같은 해 3월까지 방송되었다.
제목의 “SS”는 “시크릿 서비스”를 의미한다.

## 등장인물

### 제1장
시라키인 리리치요(일본어: 白鬼院凜々蝶)
성우: 히다카 리나
4호실의 주인. 2월 21일 출생. 15세에 혈액형은 A형이며 신장은 145cm이다. 흑발의 긴 머리와 보라색의 눈동자를 한 미소녀이지만, 말을 할 때마다 욕설, 폭언을 해 버리는 나쁜 버릇이 있다. 이는 본인도 잘못된 것을 알지만 제어하지 못하고 이로 인해 자괴감에 빠지기도 한다. 이 성격을 바꾸기 위해 본가에서 나와 혼자 생활하려고 했다. 츤데레이기도 하다.
미케츠카미 소우시(일본어: 御狐神双熾 미케쓰카미 소시[*])
성우: 나카무라 유이치/사와시로 미유키 (여자로 변하거나, 어려진 요괴로 변신할 때)
12월 19일 출생. 이야기를 시작할 때 22세, AB형, 신장은 186cm. 은발에 눈은 청록색인 흔치 않은 형태의 오드아이. 가끔은 안경을 쓰기도 한다. 항상 자신을 낮추며, 정중하고 온화한 모습도 있으나 짖궂은 면도 보인다. 리리치요에게만 그런 것 같기도 하다.
스스로 “저를 리리치요님의 개로 삼아주세요”라고 말한다. 자신의 방에는 리리치요의 사진을 잔뜩 붙여놓았고, 리리치요의 선물을 저장하는 방이 있는 등 변태적인 일면도 보인다.리리치요가 혼자 할 수 있다고 하면 급히 시무룩해진다.
리리치요를 모시기 전엔 리리치요의 약혼자인 쇼키인 카게로를 모시며 리리치요의 편지의 답장을 대신 썼다.
소리노즈카 렌쇼우(일본어: 反ノ塚連勝 소리노즈카 렌쇼[*])
성우: 호소야 요시마사
3호실의 주인. 6월 14일 출생. 17세, O형, 신장은 180cm. 진한 갈색의 남자치곤 긴 머리와 어두운 피부의 청년. 눈동자 색은 녹색. 얼굴 왼쪽에는 연꽃을 표현한 문신이 있다.
리리치요와 어릴 적부터 아는 사이다.
유키노코우지 노바라(일본어: 雪小路野ばら)
성우: 히카사 요코
3호실의 소리노즈카 렌쇼우의 시크릿 서비스. 1월 6일 출생, 21세, AB형, 신장은 168cm(+힐), 백발의 청안, 거유, 안경 미녀. 평상시는 금욕적이고 시크한 모습이지만, 미소녀에게 지나치게 집착하며 이것으로 코피를 흘리기도 한다. GL은 좋아하는 반면, BL은 “남자들끼리 징그럽게 뭐하는 짓이야?”하며 정색하기도 한다. 리리치요와 카루타에게 친절하고 다정한 좋은 언니이며, 카게로우를 매우 싫어한다. 말버릇은 “매니악!(メニアック!)”이다. 원래는 “마니악(マニアック)”가 맞으나, 이 대사가 유행하게 되어 팬들도 이 말버릇을 따라하곤 한다.
와타누키 반리(일본어: 渡狸 卍里)
성우: 에구치 타쿠야
1호실의 주인. 10월 10일 출생, 15세, O형, 신장은 165cm. 염색한 금발이며 원래는 갈색 머리이다. 요괴로 변화하면 귀여운 콩너구리(豆狸)의 모습이 된다. 자칭 불량아. 하지만 상냥한 모습이며 소꿉친구인 카루타에 대한 일이면 폭주하는 경향이 있다. 미케츠카미 소우시와 카게로우와 나츠메와도 소꿉친구이다.
요괴로 변하면 너구리의 모습으로 변신한다. 전투능력이 매우 낮다.
나츠메 잔게(일본어: 夏目残夏 나쓰메 잔게[*])
성우: 미야노 마모루
1호실 와타누키 반리의 시크릿 서비스. 8월 29일 출생. 22세, B형, 신장은 179cm. 눈동자 색은 실버색. 머리에 검은색 토끼귀 머리띠를 달고 있다.
쇼우키인 카게로우(일본어: 青鬼院蜻蛉 쇼키인 가게로[*])
성우: 스기타 토모카즈
2호실의 주인. 4월 13일 출생. 22세, B형, 신장 183cm. 긴 흑발과 항상 눈매를 가리는 마스크를 착용. 청안이다. 상대를 “S”나 “M”으로 나누는 버릇이 있으며, 음담패설을 입에 달고 살며, “돼지새끼”, “육변기”, “성노리개” 따위의 단어로 상대를 호칭하는 변태이다. 리리치요의 약혼자이기도 하다.
소우시에게 편지를 대필시킨 장본인.
로로미야 카루타(일본어: 髏々宮カルタ 로로미야 가루타[*])
성우: 하나자와 카나
2호실 쇼키인 카게로우의 시크릿 서비스. 5월 15일 출생. 15세, B형, 신장은 151cm. 분홍색 머리의 트윈테일을 한 소녀. 눈동자는 붉은 갈색이다. 인간일 때는 가련한 외모이나, 요괴로 변신하면 거대한 해골이다. 와타누키 반리와는 소꿉친구로 사이가 좋고 연인은 아니지만 특별한 감정을 품고 있다.단 것을 매우 좋아하며 뛰어난 요리 실력을 가지고 있다.
학교에서는 리리치요와 같은 반으로, 그녀를 중심으로 3명끼리 행동.
코토무라 치노(일본어: 小人村ちの 고토무라 지노[*])
“메이드1”으로 5월 13일출생. 제1장 기준 나이는 20세, O형, 눈동자는 녹색.
천진난만하고 밝고 상냥한 여성이지만, 영어단어를 실수하는 등 바보같은 모습도 보인다.

### 제2장
시라키인 리리치요(일본어: 白鬼院凜々蝶)
고등학교 1학년 15세. 1호실의 주인. 환생 이전의 기억이 없다.
제1장과는 달리 직접적인 위협을 받고있는 장면은 없지만, 동급생의 어리석은 말에 의해 타인과의 상관관계를 거절하게 된다.
미케츠카미 소우시(일본어: 御狐神双熾 미케쓰카미 소시[*])
리리치요의 SS. 나이는 21세로, 처음에는 안경을 쓰고있다.
전생의 기억이 소생하는 리리치요에게 “전생 (제1장)의 어호신쌍치(御狐神双熾)”로 행동 약관한다.
와타누키 반리(일본어: 渡狸 卍里)
2호실의 주인. 중학교 2학년. 제1장의 기억은 없다.
제2장에서는 소꿉친구도 없기 때문에 교류가 없으며, 괴롭힘 당하고도 없기 때문에, 신체 능력의 높이에서 쌍쌍날개에 존경의 눈을 돌리고 있다.
로로미야 카루타(일본어: 髏々宮カルタ 로로미야 가루타[*])
20세의 2호실, 와타누키 반리의 SS. 제1장의 기억이 있다.
제2장에서도 전생과 변함없는 태도로 반리에게 접했지만 반리에게 거절당하고 등지고 만다.
쇼우키인 카게로우(일본어: 青鬼院蜻蛉 쇼키인 가게로[*])
리리치요와 같은 고등학교 1학년. 같은 학급. 그러나 4회 낙제하고 실제 나이는 20세이다.
제2장에서도 제1장과 마찬가지로 리리치요와 약혼관계이지만 제1장과는 달리 직접 편지를 교환했다. 따라서 제1장보다는 리리치요와 친한 모습이며 리리치요에 대해 호의를 갖고 있다.
나츠메 잔게(일본어: 夏目残夏 나쓰메 잔게[*])
3호실 카게로우의 SS. 나이는 21세.
코토무라 치노(일본어: 小人村ちの 고토무라 지노[*])
4호실의 주인. 나이는 15세. 신장 160cm. 제2장에서는 리리치요, 카게로우와 동급생.